# Stamsjön, Jämtland
Stamsjön är en sjö i Åre kommun i Jämtland och ingår i Indalsälvens huvudavrinningsområde. Sjön har en area på 0,34 kvadratkilometer och ligger 310,1 meter över havet. Sjön avvattnas av vattendraget Storbodströmmen.

## Delavrinningsområde
Stamsjön ingår i det delavrinningsområde (701860-139797) som SMHI kallar för Utloppet av Stamsjön. Medelhöjden är 317 meter över havet och ytan är 1,09 kvadratkilometer. Räknas de 145 avrinningsområdena uppströms in blir den ackumulerade arean 1 320,56 kvadratkilometer. Storbodströmmen som avvattnar avrinningsområdet har biflödesordning 2, vilket innebär att vattnet flödar genom totalt 2 vattendrag innan det når havet efter 272 kilometer. Avrinningsområdet består mestadels av skog (62 procent). Avrinningsområdet har 0,3 kvadratkilometer vattenytor vilket ger det en sjöprocent på 27,4 procent.